# Борствиново
Борствиново (бел. Барстві́нава) — деревня в Дубровенском районе Витебской области Республики Беларусь. В составе Волевковского сельсовета.

## География
Ближайшие населённые пункты Михеевка (Дубровенский район, Витебская область), Герасименки (Смоленская область) и др.

### Гидрография
Недалеко от деревни протекает река Днепр.

## Этимология
Ойконим Борствиново имеет принадлежностное значение — «населённый пункт, основанный Борствином (Барствином) и/или принадлежащий Борствину (Барствину)».
Антропоним Борствин (Барствин) имеет балтское происхождение, мотивируется литовским словом barstýti — «ссыпать, веять зерно» и по происхождению как прозвище указывал на род деятельности или даже на должность того, кто заведовал распределением зерна.

## Население

### Численность
- 1999 год — 6 человек

### Динамика
- 1999 год — 6 человек (перепись населения)

## Улицы
- Лесная
- Полевая